# Coronation Anthems

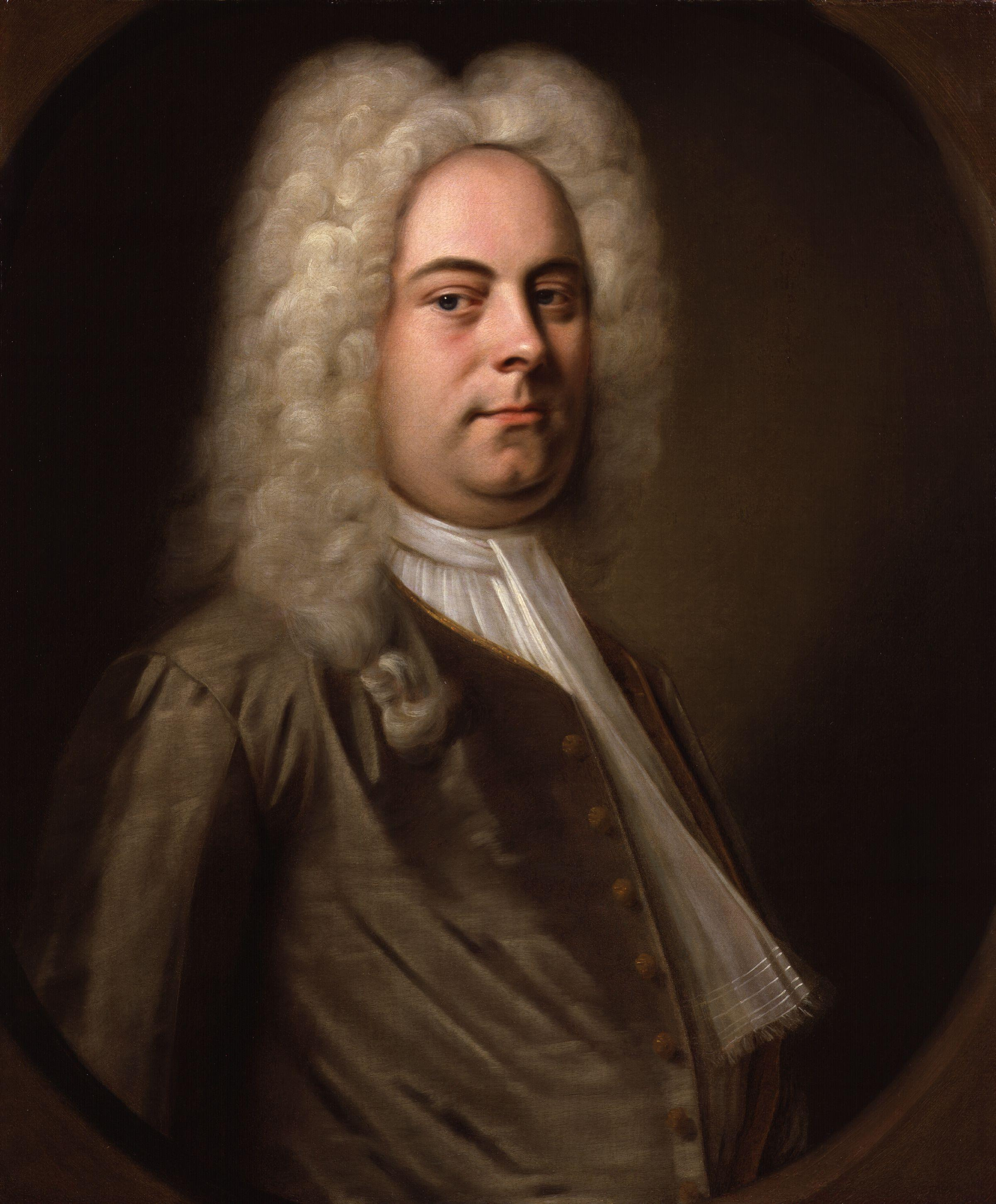
Georg Friedrich Händel, 1727 rok

Coronation Anthems – hymny koronacyjne (anthems), komponowane na uroczystość koronacyjną króla Wielkiej Brytanii. Hymny koronacyjne komponowali między innymi John Blow, Henry Purcell, William Croft, Georg Friedrich Händel. Koronacyjny hymn Händla „Zadok the Priest” uważany jest za najsłynniejszy anthem i wykonuje się go na każdym kolejnym nabożeństwie koronacyjnym.

## Hymny koronacyje Händla
11 czerwca 1727 roku zmarł król Jerzy I Hanowerski. Jedną z ostatnich jego decyzji urzędowych było przyznanie Händlowi obywatelstwa angielskiego. Koronę angielską miał objąć syn króla, Jerzy II. Uroczystość koronacyjna została wyznaczona na 11 października tego samego roku i miała mieć miejsce w opactwie westminsterskim, gdzie tradycyjnie koronowani są angielscy monarchowie. Z okazji koronacji nowego władcy Händel skomponował cztery hymny koronacyjne. Kompozytor miał już doświadczenie w komponowaniu angielskiej muzyki religijnej, czego przykładem jest cykl jedenastu hymnów, skomponowanych podczas jego pobytu w Cannons (Chandos Anthems).
Händel skomponował na uroczystość koronacyjną cztery hymny koronacyjne: “Zadok the Priest”, “Let thy hand be strengthened”, “My heart is inditing”, “The King shall rejoice”. Trzy hymny zostały napisane dla króla, a “My heart is inditing” – dla królowej. Händel wykorzystał podczas uroczystości bardzo rozbudowaną orkiestrę: 160 instrumentów. Arcybiskup Canterbury William Wake uznał “anthemy za nieporozumienie, nieodpowiednie, jeśli chodzi o muzykę (czyli orkiestrę)”. Miał on także duże zastrzeżenia wobec anthemu “The King shall rejoice”, który określił jako “muzykę całkowicie nieregularną”. Mimo tego Händel w późniejszym okresie wykorzystywał hymny koronacyjne, włączając je do swoich oratoriów.

## Hymny koronacyjne
Hymny koronacyjne Williama Childa z okazji koronacji Karola II (1661):
- O Lord, grant the King a log life

Hymny koronacyjne Henry’ego Purcella z okazji koronacji Jakuba II (1685):
- My heart is inditing

Hymny koronacyjne Johna Blowa z okazji koronacji Jakuba II (1685):
- Behold o God, our defender
- God spake sometimes in visions
- Let thy hand be strengthened

Hymny koronacyjne Johna Blowa z okazji koronacji Wilhelma III Orańskiego (1689):
- Let my preyer come up
- The Lord God is a sun and shield

Hymny koronacyjne Johna Blowa z okazji koronacji Anny Stuart (1702):
- The Lord God is a sun and shield

Hymny koronacyjne Georga Friedricha Händla z okazji koronacji Jerzego II (1727):
- Zadok the Priest, HWV 258
- Let thy hand be strengthened, HWV 259
- The King shall rejoice, HWV 260
- My heart is inditing, HWV 261

Hymn koronacyjny Williama Boyce’a z okazji koronacji Charlotty z Meklemburgii-Strelitz i Jerzego III (1761)
- The King shall rejoice, wykonany 22.09.1761